# Zyzomys
Zyzomys là một chi động vật có vú trong họ Chuột, bộ Gặm nhấm. Chi này được Thomas miêu tả năm 1909. Loài điển hình của chi này là Mus argurus Thomas, 1889.

## Các loài
Chi này gồm các loài: